# 杉浦稔大
杉浦 稔大（すぎうら としひろ、1992年2月25日 - ）は、北海道帯広市出身のプロ野球選手（投手）。右投右打。北海道日本ハムファイターズ所属。
妻はフリーアナウンサーで、モーニング娘。元メンバーの紺野あさ美。

## 経歴

### プロ入り前
小学校3年生から野球を始め、中学時代は軟式野球部に所属していた。野球と並行し、中学時代までアイスホッケー選手としても活躍した。帯広大谷高等学校野球部3年時には決勝まで進んだ。しかし、決勝で後に大学でチームメイトとなる柿田竜吾を擁する旭川大学高等学校に敗れた。その後、プロ志望届を提出したが指名漏れとなる。

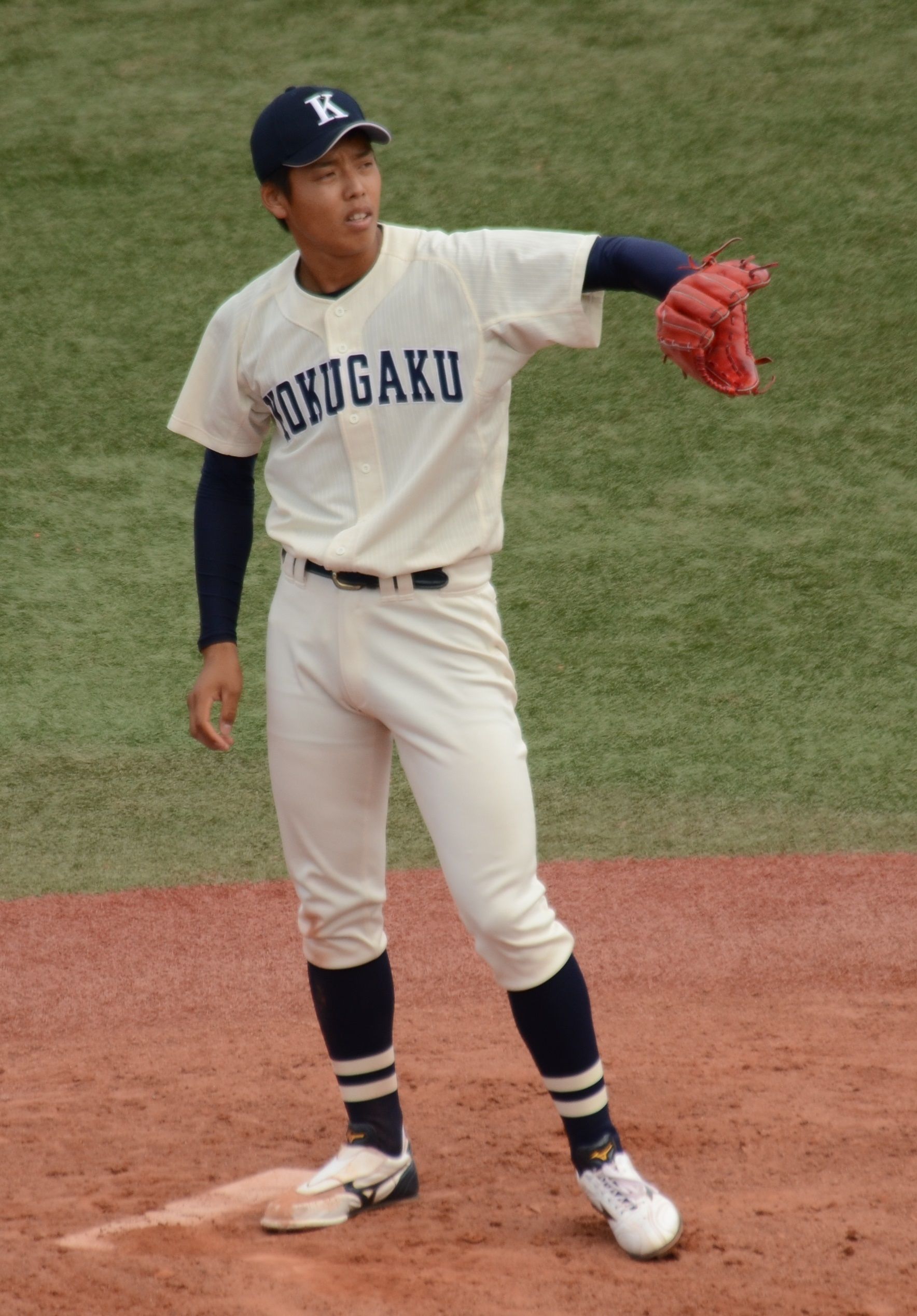
國學院大學時代
（2013年10月17日、明治神宮野球場にて）

高校卒業後は東都大学野球連盟に加盟する國學院大學（文学部）に進学。硬式野球部では、竹田利秋（1年の春季までは監督、後に総監督）の指導を受ける。
2年の春季リーグ戦から試合に出場したが、チームはリーグ戦優勝の翌季に最下位・入れ替え戦にも敗北した。2年秋季は出番がなかった。
3年春季からエース格となり、2部で3勝、2完封を記録し、2部優勝に貢献した。日本大学との入れ替え戦では國學院が1戦目敗戦の後、2戦目に先発登板し、完投勝利。1勝1敗のタイに持ち込んだ3戦目は4-4の同点で迎えた7回表の途中からリリーフ登板。7回裏にチームが勝ち越し、8回表に1点差まで迫られたが後続を断ち、接戦を逃げ切り勝利投手となり、3季ぶりの1部復帰を決めている。1部に復帰した3年の秋季は1部の投手の中で最長となる48回2/3イニングを投げ、2完封を含む4勝を挙げた。この頃には日々のトレーニングにより球速が高校時代と比較し、10km/h以上もアップ。長いリーチを活かしたゆったりとしたフォームで、140km/h台後半のキレのある直球と多彩な変化球で注目を集め、ドラフト1位候補の逸材と評された。
4年の春季は怪我もあり成績を落としたが、リーグ戦後には第39回日米大学野球選手権大会日本代表に選出されている。4年の秋季には柿田竜吾と左右のWエースを形成。リーグ戦後半まで亜細亜大学との熾烈な優勝争いを演じ、チームの躍進と2位浮上に貢献した。東都大学野球1部リーグでは通算22試合に登板し12勝7敗、防御率1.84。
2013年10月20日行われたドラフト会議では、それぞれ松井裕樹、大瀬良大地を抽選で外した福岡ソフトバンクホークス、東京ヤクルトスワローズの2球団から1位指名を受け抽選の末、ヤクルトが交渉権を獲得。12月2日に契約金1億円プラス出来高払い、年俸1500万円（金額は推定）で契約した。背番号は18。

### ヤクルト時代

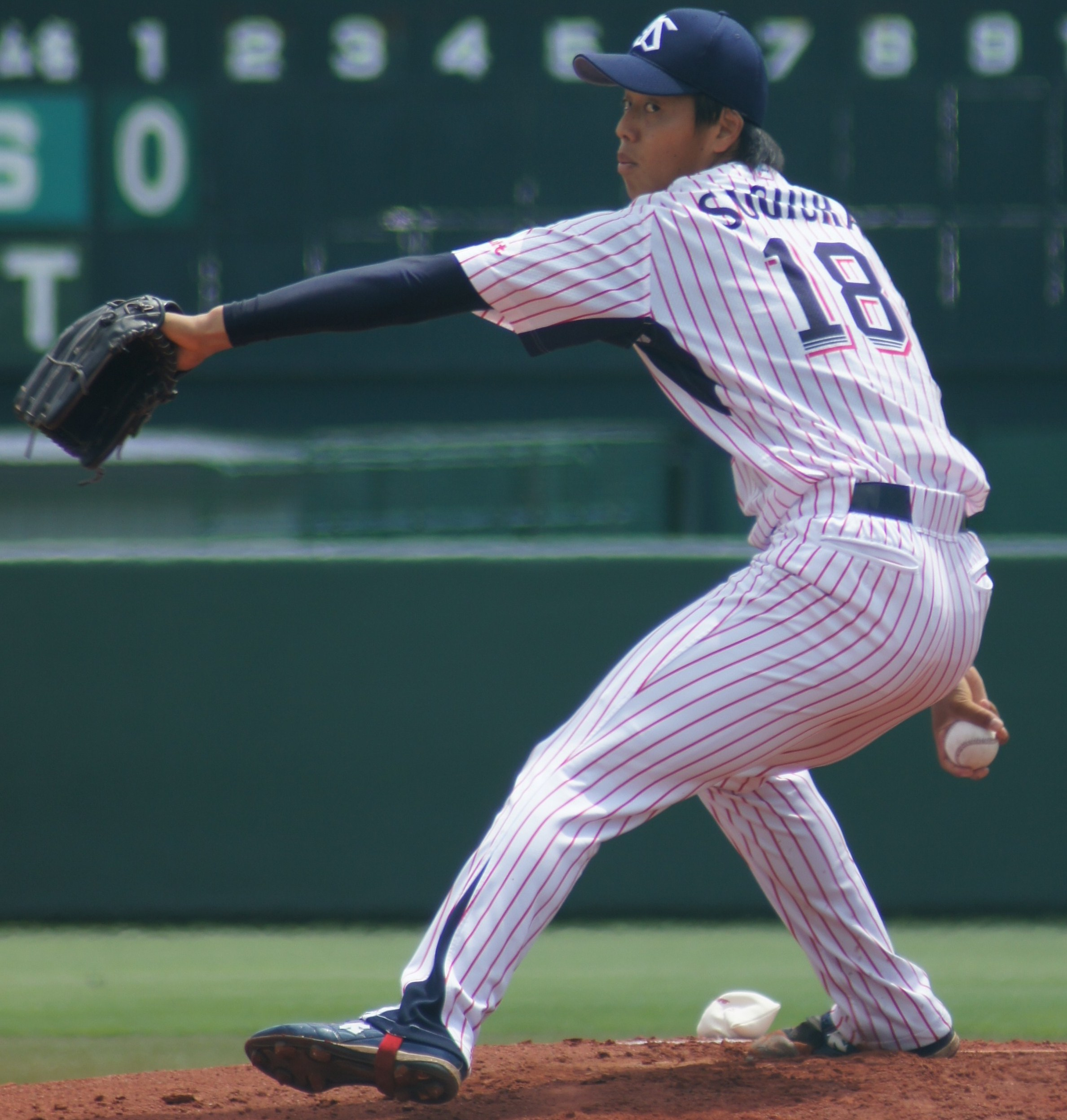
東京ヤクルトスワローズ時代
（2014年7月21日 ヤクルト戸田球場）

2014年は春季キャンプを一軍で迎えたが登板予定だった2月25日の練習試合の前に右肘を痛め、以降は二軍で調整を続けるも、3月14日に受けた検査で右肘の靭帯断裂が判明。手術は受けずにリハビリに励み、7月21日の二軍戦で実戦復帰し、9月10日の横浜DeNAベイスターズ戦でプロ初登板初先発。初回先頭打者に被弾を許しながらも6回2失点と好投したが、打線の援護に恵まれず敗戦投手となった。9月24日の広島東洋カープ戦ではソロ本塁打3発で3失点を喫しながらも5回を投げ切り、プロ初勝利を挙げた。ルーキーイヤーは一軍で4試合に先発登板し、2勝2敗・防御率3.52を記録。オフに100万円増となる推定年俸1600万円で契約を更改した。
2015年は開幕ローテーション入りを果たし、開幕3試合目の広島戦でシーズン初登板初先発。6回1失点と好投するも敗戦投手となり、以降の先発登板でも好投しながらも打線の援護がなく、開幕から3戦3敗を喫した。4月19日のDeNA戦では4回3失点で勝敗は付かず、翌20日に右肩痛で登録抹消。その後は右肘も痛めるなど、コンディション不良で二軍調整が長く続いたが、9月21日の阪神タイガース戦で一軍へ昇格し、同28日の中日ドラゴンズ戦ではシーズン初勝利を挙げた。10月4日の読売ジャイアンツ戦ではプロ初のリリーフ登板となり、この年は7試合（6先発）の登板で1勝3敗・防御率2.92を記録。ポストシーズンでは、巨人とのCSファイナルステージ第4戦に先発し、5回6安打2失点の内容で勝利投手。福岡ソフトバンクホークスとの日本シリーズ第3戦でも先発を務めた。オフに100万円増となる推定年俸1700万円で契約を更改した。
2016年はリリーフとして開幕を一軍で迎えるも、4月13日に登録抹消。6月19日に先発として一軍へ昇格するも、7月27日の阪神戦では4回途中7失点で敗戦投手となり、二軍へ降格。8月11日に再び一軍へ昇格し、同日の中日戦では7回2失点の好投で勝利投手となるも、腰痛により8月18日に登録抹消。同30日の一軍復帰以降は先発ローテーションの一角を任されるも振るわず、この年は17試合（11先発）の登板で3勝2敗・防御率7.14という成績に終わった。オフに背番号が58へ変更され、契約更改では200万円減となる推定年俸1500万円でサインした。
2017年は開幕を二軍で迎え、4月2日にリリーフとして一軍へ昇格するも、同29日に登録抹消。その後は右肩痛もあり、一軍昇格がなく、前半戦を終え、5試合の登板で0勝1敗・防御率3.86という成績にとどまっていた。

### 日本ハム時代
2017年7月24日、屋宜照悟との交換トレードで北海道日本ハムファイターズヘ移籍することが発表された。背番号は57。移籍後は右肩痛のリハビリに専念したため、実戦登板がなく、オフに160万円減となる推定年俸1460万円で契約を更改した。
2018年は7月21日のソフトバンク戦で移籍後初登板初先発を果たし、5回を無安打無失点に抑え、移籍後初勝利を挙げた。この年のシーズンは一軍で3試合に先発し、2勝0敗・防御率2.84を記録。オフに160万円増となる推定年俸1600万円で契約を更改した。
2019年は右肩のコンディションを考慮され、前半戦は中10日以上の間隔を空けて先発していたが、後半戦からは中6日での先発ローテーションをこなし、この年は14試合の先発で4勝4敗・防御率3.74を記録。オフに400万円増となる推定年俸2000万円で契約を更改した。
2020年は新型コロナウイルスの影響で開幕が延期、120試合制の短縮シーズンとなった。先発ローテーションの一角として13試合に先発登板して6勝を記録すると、シーズン終盤には抑えとして起用され、11月9日の千葉ロッテマリーンズ戦ではプロ初セーブを挙げた。この年は17試合（13先発）の登板で7勝5敗1セーブ・防御率3.13という成績を残し、オフに1700万円増となる推定年俸3700万円で契約を更改した。
2021年の春季キャンプで栗山英樹監督から新守護神に指名され、開幕から抑えとして起用されていたが、不安定な投球が目立ち、4月29日に登録抹消。5月11日に再び一軍へ昇格し、前半戦終了時点でリーグ3位の16セーブを記録。後半戦が開幕した8月は疲労で調子を落とし、10日間の登録抹消を挟んだ後は復調し、大きな故障もなく、シーズンを完走した。一時は8回を務めたこともあったが、基本的には守護神として起用され、56試合の登板で3勝3敗1ホールド28セーブ・防御率2.96を記録したものの、要所で本塁打を打たれる場面が目立った。オフに背番号が22へ変更されることが発表され、契約更改では3300万円増となる推定年俸7000万円でサインをした。
2022年は左太ももの肉離れで出遅れ、開幕一軍メンバーには入ったものの、開幕戦で敗戦投手になるなど、不安定な投球が続いた。4月24日のソフトバンク戦では2シーズンぶりの先発登板となったが、3回2失点で降板し、敗戦投手となった。続く5月1日のロッテ戦でも先発マウンドに上がり、5回3安打1四球6奪三振無失点の好投で577日ぶりの先発勝利を挙げた。ただ、その後は2試合続けて試合中盤に突如崩れて敗戦投手となり、6月11日の中日戦では6回無失点の好投で勝利投手となったものの、登板機会が無いため翌12日に出場選手登録を抹消された。その後はローテーションの谷間での2先発にとどまり、この年は16試合（9先発）の登板で3勝6敗・防御率5.27という成績であった。オフに1000万円減となる推定年俸6000万円で契約を更改した。
2023年は春季キャンプからリリーフとして調整を進め、開幕は二軍で迎えたものの、4月26日に出場選手登録。セーブやホールドが付かない場面での登板が中心ながらも、前半戦終了時点では20試合に登板し、0勝1敗・防御率1.93を記録していた。ただ、7月30日のオリックス・バファローズ戦で1回2安打1失点。続く8月3日のロッテ戦でも1回2被弾2失点と打ち込まれ、翌4日に出場選手登録を抹消された。9月28日に再登録されてシーズン終了まで一軍に帯同したが、登板機会は無く、この年は24試合の登板で0勝1敗・防御率2.78という成績であった。オフに800万円減となる推定年俸5200万円で契約を更改した。
2024年は2年ぶりに開幕を一軍で迎えると、開幕から17試合連続で自責点0。4月23日の東北楽天ゴールデンイーグルス戦で3年ぶりのセーブを挙げるなど、6月26日の登板を終えた時点では25試合に登板し、1勝0敗9ホールド2セーブ・防御率0.42と好成績を残していた。ただ、続く同30日のソフトバンク戦では2点ビハインドの8回表から登板するも、2安打2四球で一死も奪えずに4失点（自責点3）で降板。その後も救援失敗が目立ち、7月17日に出場選手登録を抹消された。9月1日に再登録されると、レギュラーシーズン終了まで9試合連続無失点で5ホールドを記録。この年は40試合に登板し、2勝0敗15ホールド3セーブ・防御率1.56という成績でリーグ2位となったチームの躍進を支えた。ポストシーズンでもベンチ入りし、ソフトバンクとのCSファイナルステージ第1戦に登板。オフに1800万円増となる推定年俸7000万円で契約を更改した。
2025年も開幕を一軍で迎え、3月29日の西武戦で1点リードの8回裏からシーズン初登板となったが、2/3回を2安打1四球1失点で救援失敗。その後は5試合連続無失点に抑えるも、4月16日のロッテ戦で0-0の6回裏、一死一・二塁で山本大斗を迎えた場面で登板し、初球をレフトスタンドに運ばれ、先制かつ決勝の3点本塁打で救援失敗。さらに、続く同22日の楽天戦では1点リードの8回表から登板し、浅村栄斗・フランコに2者連続本塁打を被弾するなど、1アウトも奪えずに3失点（自責点2）で敗戦投手となり、翌23日に出場選手登録を抹消された。

## 選手としての特徴
柔軟性のある投球フォームから球持ち良く放たれるストレートはきれいな球筋で回転数も多く、球速だけでは計れないキレと力強さがある。最速は159km/h。
変化球はスライダー・フォーク・カーブなどを投じる。
プロ入り後は右肘や右肩の故障に悩まされ、シーズン投球回数のキャリアハイは2020年シーズンの74回2/3と規定投球回に到達したことがない。加えて、先発としての自己最長イニングも7回1/3と完投をしたこともない。主に、守護神として起用された2021年シーズンは疲労から登録抹消や8回への配置転換を経験しており、シーズンを通してパフォーマンスを維持する耐久性に不安を抱えている。

## 人物
愛称は「スギ」。
2017年の元日に元モーニング娘。5期メンバーで当時テレビ東京アナウンサーであった紺野あさ美と結婚し、同年7月の日本ハム移籍後の同年9月に第1子となる女児が誕生。2019年2月に第2子となる男児、2021年8月に第3子となる男児、2024年8月に第4子となる女児が誕生している。

## 詳細情報

### 年度別投手成績
| 年 度      | 球 団      | 登 板 | 先 発 | 完 投 | 完 封 | 無 四 球 | 勝 利 | 敗 戦 | セ 丨 ブ | ホ 丨 ル ド | 勝 率 | 打 者 | 投 球 回 | 被 安 打 | 被 本 塁 打 | 与 四 球 | 敬 遠 | 与 死 球 | 奪 三 振 | 暴 投 | ボ 丨 ク | 失 点 | 自 責 点 | 防 御 率 | W H I P |
| ---------- | ---------- | ----- | ----- | ----- | ----- | -------- | ----- | ----- | -------- | ----------- | ----- | ----- | -------- | -------- | ----------- | -------- | ----- | -------- | -------- | ----- | -------- | ----- | -------- | -------- | ------- |
| 2014       | ヤクルト   | 4     | 4     | 0     | 0     | 0        | 2     | 2     | 0        | 0           | .500  | 92    | 23.0     | 23       | 5           | 2        | 0     | 1        | 28       | 0     | 0        | 9     | 9        | 3.52     | 1.09    |
| 2015       | ヤクルト   | 7     | 6     | 0     | 0     | 0        | 1     | 3     | 0        | 0           | .250  | 164   | 37.0     | 35       | 2           | 21       | 1     | 0        | 25       | 1     | 0        | 12    | 12       | 2.92     | 1.51    |
| 2016       | ヤクルト   | 17    | 11    | 0     | 0     | 0        | 3     | 2     | 0        | 0           | .600  | 252   | 51.2     | 75       | 6           | 25       | 2     | 1        | 45       | 2     | 0        | 43    | 41       | 7.14     | 1.90    |
| 2017       | ヤクルト   | 5     | 0     | 0     | 0     | 0        | 0     | 1     | 0        | 0           | .000  | 18    | 4.2      | 3        | 2           | 1        | 0     | 0        | 9        | 0     | 0        | 2     | 2        | 3.86     | 0.87    |
| 2018       | 日本ハム   | 3     | 3     | 0     | 0     | 0        | 2     | 0     | 0        | 0           | 1.000 | 47    | 12.2     | 6        | 1           | 3        | 0     | 1        | 11       | 0     | 0        | 4     | 4        | 2.84     | 0.71    |
| 2019       | 日本ハム   | 14    | 14    | 0     | 0     | 0        | 4     | 4     | 0        | 0           | .500  | 252   | 65.0     | 52       | 7           | 13       | 0     | 2        | 50       | 1     | 0        | 30    | 27       | 3.74     | 1.00    |
| 2020       | 日本ハム   | 17    | 13    | 0     | 0     | 0        | 7     | 5     | 1        | 0           | .583  | 319   | 74.2     | 59       | 6           | 37       | 1     | 1        | 68       | 2     | 0        | 29    | 26       | 3.13     | 1.29    |
| 2021       | 日本ハム   | 56    | 0     | 0     | 0     | 0        | 3     | 3     | 28       | 1           | .500  | 221   | 54.2     | 34       | 9           | 24       | 3     | 1        | 69       | 4     | 0        | 18    | 18       | 2.96     | 1.06    |
| 2022       | 日本ハム   | 16    | 9     | 0     | 0     | 0        | 3     | 6     | 0        | 0           | .333  | 184   | 42.2     | 45       | 5           | 10       | 0     | 2        | 48       | 3     | 0        | 25    | 25       | 5.27     | 1.29    |
| 2023       | 日本ハム   | 24    | 0     | 0     | 0     | 0        | 0     | 1     | 0        | 0           | .000  | 99    | 22.2     | 22       | 4           | 10       | 1     | 2        | 22       | 1     | 0        | 9     | 7        | 2.78     | 1.41    |
| 2024       | 日本ハム   | 40    | 0     | 0     | 0     | 0        | 2     | 0     | 3        | 15          | 1.000 | 137   | 34.2     | 24       | 1           | 12       | 0     | 1        | 23       | 4     | 0        | 8     | 6        | 1.56     | 1.04    |
| 通算：11年 | 通算：11年 | 203   | 60    | 0     | 0     | 0        | 27    | 27    | 32       | 16          | .500  | 1785  | 423.1    | 378      | 48          | 158      | 8     | 12       | 398      | 18    | 0        | 189   | 177      | 3.76     | 1.27    |

- 2024年度シーズン終了時

### 年度別守備成績
| 年 度 | 球 団    | 投手  | 投手  | 投手  | 投手  | 投手  | 投手     |
| 年 度 | 球 団    | 試 合 | 刺 殺 | 補 殺 | 失 策 | 併 殺 | 守 備 率 |
| ----- | -------- | ----- | ----- | ----- | ----- | ----- | -------- |
| 2014  | ヤクルト | 4     | 0     | 1     | 0     | 0     | 1.000    |
| 2015  | ヤクルト | 7     | 3     | 5     | 0     | 0     | 1.000    |
| 2016  | ヤクルト | 17    | 2     | 7     | 1     | 0     | .900     |
| 2017  | ヤクルト | 5     | 0     | 0     | 0     | 0     | ----     |
| 2018  | 日本ハム | 3     | 0     | 0     | 0     | 0     | ----     |
| 2019  | 日本ハム | 14    | 1     | 2     | 0     | 0     | 1.000    |
| 2020  | 日本ハム | 17    | 4     | 7     | 0     | 1     | 1.000    |
| 2021  | 日本ハム | 56    | 1     | 2     | 0     | 0     | 1.000    |
| 2022  | 日本ハム | 16    | 1     | 4     | 1     | 0     | .833     |
| 2023  | 日本ハム | 24    | 0     | 6     | 1     | 1     | .857     |
| 2024  | 日本ハム | 40    | 2     | 7     | 0     | 2     | 1.000    |
| 通算  | 通算     | 203   | 14    | 41    | 3     | 4     | .948     |

- 2024年度シーズン終了時

### 記録
初記録
投手記録
- 初登板・初先発登板：2014年9月10日、対横浜DeNAベイスターズ21回戦（横浜スタジアム）、6回4安打2失点9奪三振で敗戦投手[16]
- 初奪三振：同上、1回裏に山崎憲晴から空振り三振
- 初勝利・初先発勝利：2014年9月24日、対広島東洋カープ20回戦（明治神宮野球場）、5回3失点8奪三振[17]
- 初セーブ：2020年11月9日、対千葉ロッテマリーンズ24回戦（ZOZOマリンスタジアム）、9回表に6番手で救援登板・完了、1回無失点[49]
- 初ホールド：2021年8月28日、対埼玉西武ライオンズ13回戦（メットライフドーム）、8回裏に4番手で救援登板、1回無失点[118]

打撃記録
- 初安打・初打点：2014年9月24日、対広島東洋カープ20回戦（明治神宮野球場）、4回裏に野村祐輔から左越適時二塁打

その他の記録
- 初登板で対戦した第一打者に被本塁打：1回裏4球目を梶谷隆幸に右越ソロ ※史上65人目[15]、初登板の初打者に初回先頭打者本塁打は史上17人目

### 背番号
- 18（2014年[12] - 2016年）
- 58（2017年[35] - 同年7月24日）
- 57（2017年7月25日[42] - 2021年）
- 22（2022年[62] - ）

### 代表歴
- 第39回日米大学野球選手権大会日本代表